# GLAM (cultura)
GLAM es una sigla que significa Galerías, Bibliotecas, Archivos y Museos (del inglés Galleries, Libraries, Archives, and Museums). En español es más común encontrarse acortado como BAMy puede referirse a otras instituciones u organizaciones que recopilan materiales del patrimonio cultural.
El término GLAM surgió para que los roles y objetivos de estas instituciones puedan converger y ajustarse a las necesidades de este amplio sector de la cultura. Esto se percibe concretamente en la coordinación para vinculación de colecciones en línea.
Como un colectivo de instituciones, GLAM preserva y hace accesible las fuentes primarias a los investigadores.

## Conferencias GLAM-Wiki
La primera conferencia GLAM Wiki, que reunió a personas interesadas en la colaboración entre instituciones GLAM y el sector de cultura libre, especialmente proyectos de Wikimedia, fue celebrada en 2009 en Canberra (Australia). Tuvo eco al año siguiente, en noviembre y septiembre de 2010, fueron que se reunió en Londres y París.Le siguió el Encuentro GLAM-Wiki en Santiago (Chile) en 2012, la Conferencia en La Haya (Países Bajos) en 2015; en 2018 en Tel Aviv (Israel); y en 2023 en Montevideo (Uruguay).